# Николаевка (городской округ Саранск)
Никола́евка — рабочий посёлок в Мордовии в составе России. 
Входит в городской округ Саранск.  Подчинён администрации Октябрьского района Саранска. Административно к Николаевке относятся соседние посёлки Добровольный и Пушкино.

## География
Расположен на реке Инсар, в 7 км к югу от Саранска и 2 км от железнодорожной станции Ялга. 

## История
Название-антропоним. Основан в 60-х годах XIX века. В «Списке населённых мест Пензенской губернии» (1869) Николаевка — деревня из 112 дворов Саранского уезда. По подворной переписи 1913, в Николаевке было 180 дворов (1 022 чел.); земская школа, пожарная машина, 2 ветряные мельницы, 2 кузницы, 27 кирпичных сараев, 2 лавки. В современной Николаевке — ГУП «Свердловское» (2000), торговый центр, средняя школа, библиотека, детсад; памятник воинам, погибшим в годы Великой Отечественной войны; Покровская церковь (1998).
Николаевка — родина Героя Советского Союза К. А. Карачкова, Героя Социалистического Труда В. И. Бубнова, педагогов Л. В. Агаповой, А. П. Аршиновой, В. Ф. Кашигиной, учёных А. Ф. Пановой, Г. А. Ивановой, заслуженного работника здравоохранения МАССР М. А. Осиповой, художника Н. А. Филимонова.
Статус посёлка городского типа (рабочего посёлка) — с 1969 года.

## Население
| 2002  | 2009  | 2010  | 2012  | 2013  | 2014  | 2015  |
| ----- | ----- | ----- | ----- | ----- | ----- | ----- |
| 5199  | ↘4980 | ↗5058 | ↘5020 | ↘4972 | ↗4996 | ↗5033 |
| 2016  | 2017  | 2020  | 2021  |       |       |       |
| ↗5034 | ↘4994 | ↘4862 | ↘3725 |       |       |       |

Население 6,2 тыс. чел. (2001), в основном русские.